# إدارة دورازنو
إدارة دورازنو (بالإسبانية: Departamento de Durazno)‏(تلفظ بالإسبانية: ‎/duˈɾahno/‏) هي واحدة من إدارات الأوروغواي، كان إسمها إدارة إنتري روس يي ي نيغرو. تقع الإدارة في وسط البلاد، ويحده من الشمال نهر ريو نيغرو ومن الجنوب نهر ريو يي. تحد الإدارة من الشمال إداراتي ريو نيغرو وتاكوارمبو ومن الجنوب الشرقي إدارة ترينتا ي تريس ومن الجنوب إداراتي فلوريس وفلوريدا ومن الشرق إدارة سيرو لارغو.

## التاريخ

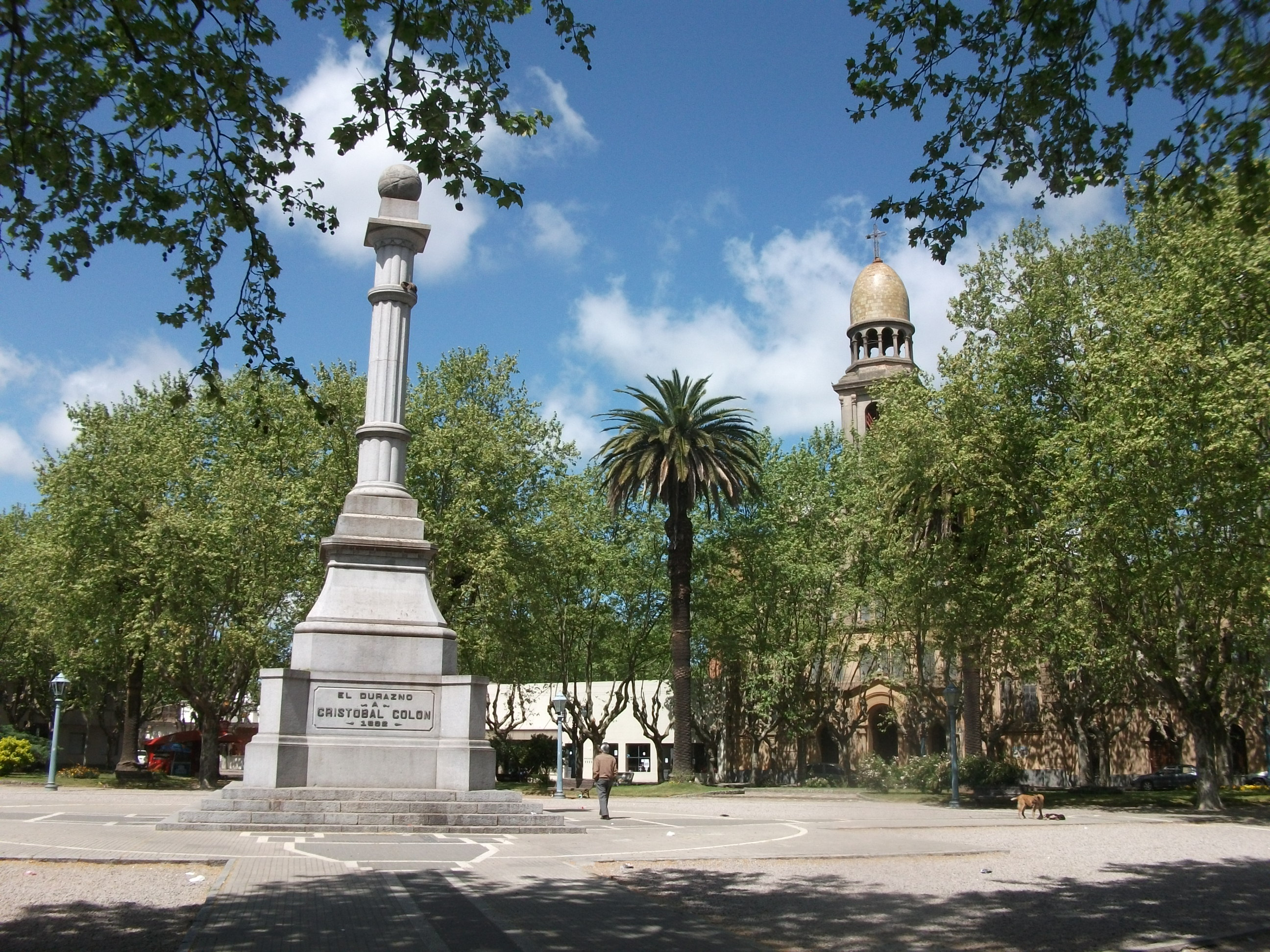
تمثال لكريستوفر كولومبوس في مدية دورازنو

طلبت السلطات البرتغالية من الجنرال فروتشوسو ريفيرا تأسيس وحدة عسكرية في منطقة باسو ديل دورازنو الواقعة على ضفاف نهر ريو يي في عام 1827، وذلك أثناء الغزو البرتغالي البرازيلي. أنشئت مدينة سان بيدرو ديل دورازنو بناءً على ذلك. أنشئ قسم إداري باسم "إنتري روس يي ي نيغرو" في العام التالي 1828 ثم غير اسمها إلى دورازنو. كانت دورازنو واحدة من المقاطعات التسع الأصلية التي شكلت الجمهورية عند اعتماد أول دستور لجمهورية أوروغواي في عام 1830. عدلت حدودها في عام 1873.

## جغرافيا
تقع الإدارة في وسط الأوروغواي، وهي منطقة غنية بالمياه لأن نهري ريو بي وريو نيغرو يحدنها من الشمال ويشكلان بحيرة اصطناعية. تبلغ مساحتها 11643 كم2 أي ما يعادل 6.64٪ من إجمالي مساحة الأوروغواي. وتقع أعلي نقطة في دورازنو تقع على ارتفاع 260 مترًا فوق مستوى سطح البحر.

## التركيبة السكانية
بلغ عدد سكان إدارة دورازنو 57,088 نسمة (28,216 ذكر و28,872 أنثى) و23,023 أسرة في تعداد 2011. بلع عدد السكان 62,011 في عام 2023. لتصبح الإدارة خامس أقل إدارة حسب الكثافة السكانية في البلاد.
البيانات الديموغرافية لإدارة دورازنو عام 2010:
- معدل النمو السكاني: 0.696٪
- معدل المواليد: 15.62 مولود / 1000 شخص
- معدل الوفيات: 8.08 حالة وفاة / 1000 شخص
- متوسط العمر: 31.3 (30.6 ذكور و32.1 إناث)
- متوسط العمر:
  - متوسط العمر: 78.24 سنة
  - الذكور: 74.34 سنة
  - الإناث: 82.12 سنة
- متوسط دخل الأسرة: 21.515 بيزو/شهر
- دخل الفرد في الحضر: 7934 بيزو/شهر

| المدينة          | السكان (2023) |
| ---------------- | ------------- |
| Durazno          | 40,279        |
| Sarandí del Yi   | 7,700         |
| Carmen           | 2,759         |
| Centenario       | 1.614         |
| Cerro Chato **   | 1.321         |
| La Paloma        | 1.268         |
| Blanquillo       | 1.176         |
| Santa Bernardina | 1.150         |
| كارلوس ريلز      | 1.128         |

** الجزء التابع لإدارة دورانزو منها.

## البلديات
توجد بلديتان في الإدارة: وهناك أيضا اقتراح بإنشاء بلدية دورازنو التي ستشمل عاصمة الإدارة وبعض المناطق الريفية المحيطة بها.
| الخريطة | البلدية        | المساحة (كم²) | السكان (تعداد 2011) |
| ------- | -------------- | ------------- | ------------------- |
|         | ساراندي ديل يي | 656.2         | 7389                |
|         | فيلا ديل كارمن | 479.2         | 2891                |

## الاقتصاد
يقوم اقتصاد دورازنو على الزراعة (أهم المزروعات: الذرة والعنب ودوار الشمس) والسياحة. ولتربية الأغنام والماشية ومنتجات الألبان ولحوم البقر ذات أهمية كبيرة. ويوجد في الإدارة محطتان لتوليد الطاقة الكهرومائية على نهر ريو نيغرو إحدهما في رينكون دي بايغوريا ورينكون ديل بونيتي.